# 阪急ブレーブスの歌
「阪急ブレーブスの歌」（はんきゅうブレーブスのうた）は、かつて日本野球機構（NPB）のパシフィック・リーグに所属していた阪急ブレーブス（現在のオリックス・バファローズ）が1950年（昭和25年）に制定した2代目の球団歌である。作詞・河西新太郎、作曲・河崎一朗。

## 解説
阪急ブレーブスは1936年（昭和11年）の結成当初から「阪急職業野球団応援歌」（作詞・岩沢光城、作曲・古谷幸一）を制定していたが、1949年（昭和24年）末に勃発した2リーグ分裂に伴いパシフィック・リーグへ属することになったのを機に新球団歌の制定を企画し、新聞広告を通じて歌詞の懸賞公募を実施した。
応募総数は1665篇にのぼり、香川県在住の詩人で元新聞記者の河西新太郎の応募作品が採用された。1950年は2リーグ制元年と言うこともあり、パシフィック・リーグでは阪急の他に東急が「東急フライヤーズの唄」、新規参入の毎日が「わがオリオンズ」、西鉄が「西鉄野球団歌」を、またセントラル・リーグでは中日が「ドラゴンズの歌」、広島が「我れらのカープ」と阪急を含めて6球団が新規に歌球団歌を制定したが、このうち「我れらのカープ」では阪急と同じ河西の応募作が採用されている。作曲者の河崎は宝塚歌劇団理事で劇伴を数多く手掛けており、初代「職業野球団応援歌」を作曲した古谷が宝塚音楽学校の教員であったのに続きブレーブスと同じ阪急東宝グループの宝塚歌劇関係者からの起用となった。
しかし、2代目「ブレーブスの歌」はファンの間では余り定着しなかったらしく球団創始者の小林一三が逝去した1957年（昭和32年）シーズンを以て使用を終了し、1958年（昭和33年）からは「もう一つの六甲おろし」の別名で呼ばれる3代目「阪急ブレーブス団歌」（作詞・内海重典、作曲・入江薫）へ代替わりし、阪急ブレーブスとしての最終年となる1988年（昭和63年）まではこの3代目「団歌」が別に作られた「阪急ブレーブス応援歌」（作詞・サトウハチロー、作曲・藤山一郎）他の楽曲と併用する形で演奏された。1987年（昭和62年）に刊行された『阪急ブレーブス五十年史』においても、初代「職業野球団応援歌」と3代目「団歌」や「応援歌」の楽譜は掲載されているが、2代目「ブレーブスの歌」は歌詞しか掲載されていない。また、2代目「ブレーブスの歌」と同じ作詞者の「我れらのカープ」も1953年（昭和28年）に2代目「広島カープの歌」へわずか3年で代替わりしている。